# Thanh đạm lông mi
Thanh đạm lông mi hay Thanh đạm Lào, Thanh đạm rìa, Thanh đạm hoa vàng, Xoan thư rìa (danh pháp hai phần: Coelogyne fimbriata, đồng nghĩa: Coelogyne laotica) là một loài phong lan. Trong danh pháp khoa học của loài -fimbriata có nghĩa là lông mi mô tả bông hoa có hai tràng hoa chìa ra mang hình dạng lông mi.
Cây phân bố ở Ấn Độ, Trung Quốc, Đông Nam Á. Tại Việt Nam, cây có mặt ở các khu vực từ Hà Giang đến Đà Lạt.

## Hình ảnh

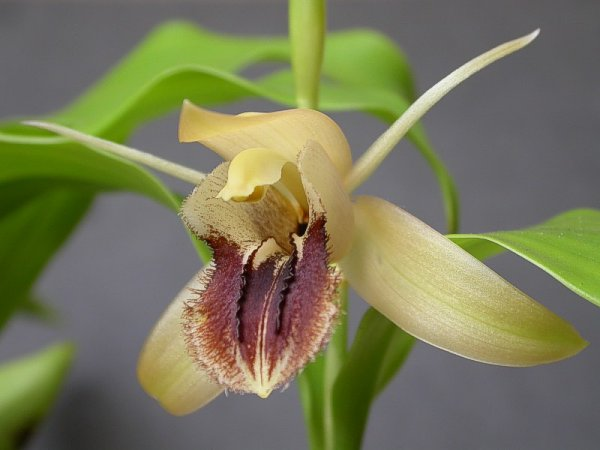
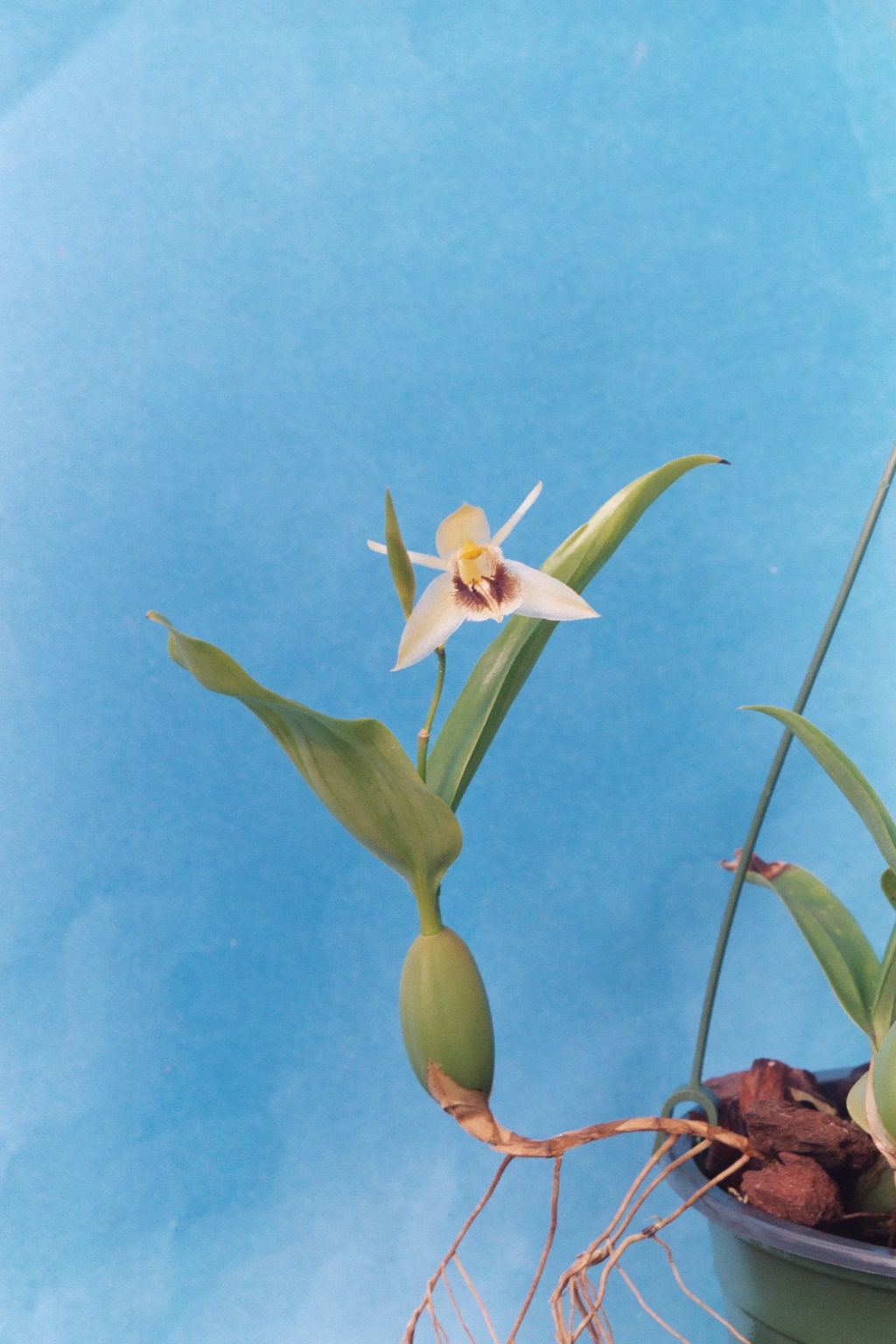
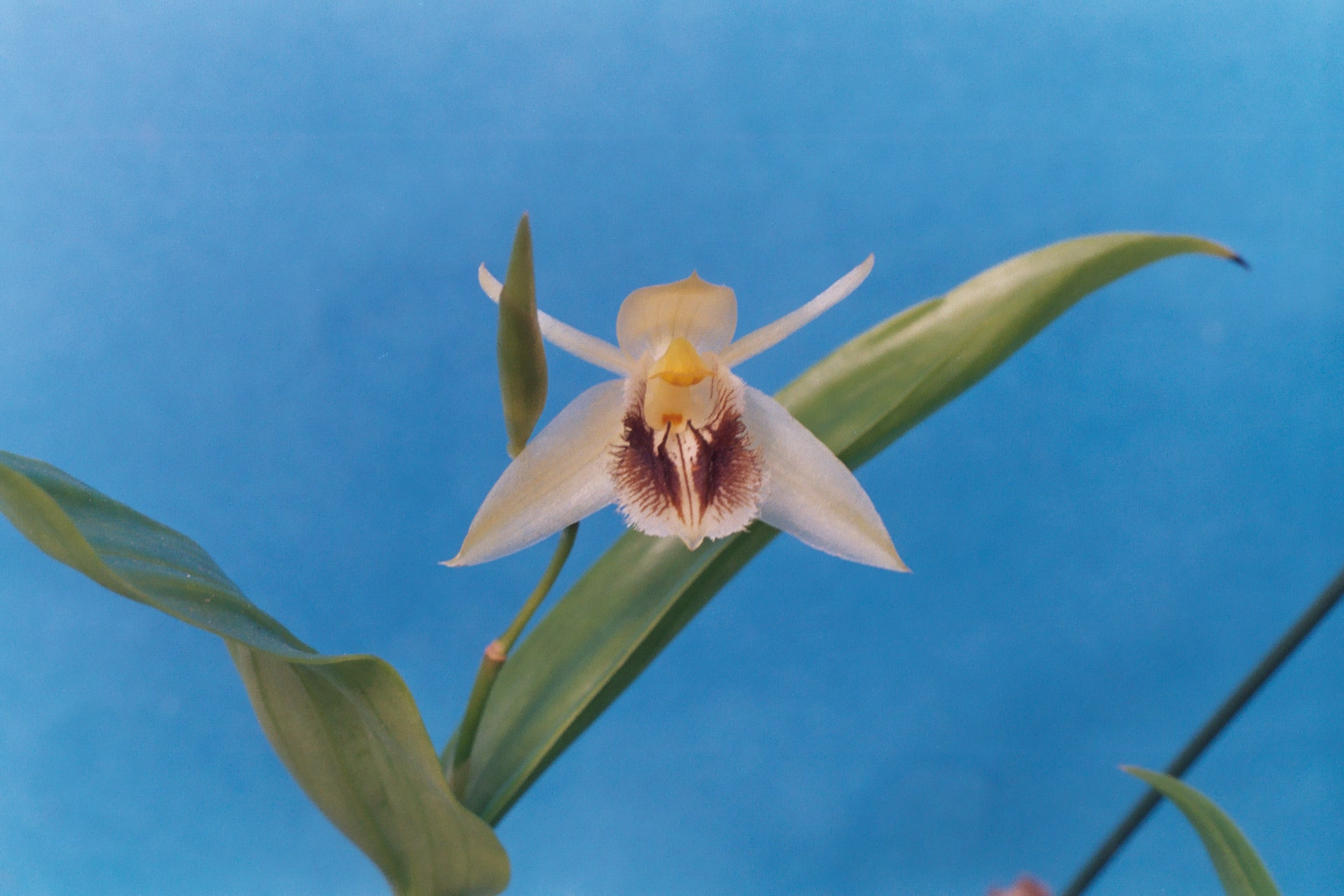
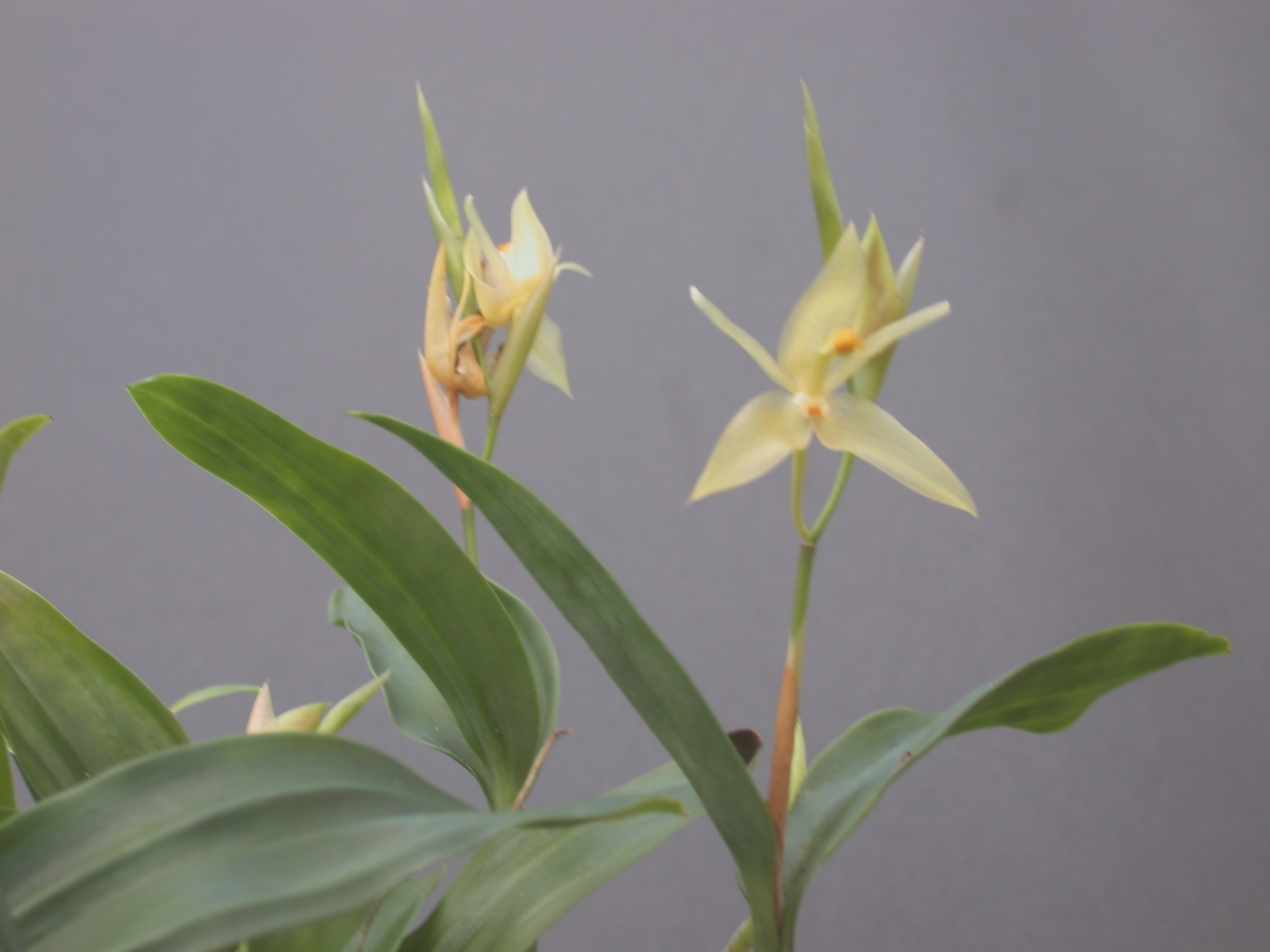